# Баскская кухня
Баскская кухня — региональная кухня Страны Басков, объединяющая в себе традиции испанской и французской кухонь. Одна из основных кулинарных книг традиционных баскских блюд — La cocina de Nicolasa (с исп. — «Кухня Николасы») шеф-повара Николасы Прадеры, первоначально опубликованная в 1933 году и имеющая 20 изданий.

## Обзор
Большое влияние на развитие кулинарных традиций оказала близость к морю: основу баскской кухни составляют блюда из рыбы и морепродуктов. Говядина употребляется в пищу чаще, чем свинина, при этом в основном в виде приготовленных на гриле стейков с кровью или средней прожарки. Часто употребляется куриное мясо.
Особенностью баскской кухни является также умеренное употребление зелени и приправ, что, однако, не значит, что баскские блюда являются безвкусными. Вместо этого, баски уделяют большое внимание собственному вкусу продуктов и следят за качеством и свежестью продуктов.
Кулинария имеет большое значение для басков, многие из баскских поваров известны во всём мире. В последнее время, наравне с традиционной, стала популярна «новая баскская кухня», развившаяся по подобию «новой французской кухни».

## Продукты
Некоторые из продуктов, произрастающих или производящихся на территории Страны Басков пользуются особым спросом в частности для приготовления блюд региональной кухни:
- Alubias de Tolosa — чёрные бобы из Толосы
- Chorizo de Orozko — чоризо из Ороско
- Сыр Идиасабаль из овечьего молока
- Pimientos de Gernika — зелёные перцы из Герники
- Txakoli (чаколи) — сухое белое вино из Гетарии
- Izarra — травяной ликёр из Байонны
- Вино риоха из Алавы

## Блюда баскской кухни
- Angulas — стеклянный угорь, обжаренный с перцем чили и чесноком
- Bacalao al Pil-Pil — треска в желеобразном соусе из собственного сока
- Bacalao a la Vizcaina — треска по-бискайски в соусе с паприкой
- Caracolillos или Karakelas — морские улитки
- Chipirones en su Tinta — каракатица в «чернильном» соусе
- Chorizo a la Sidra — чоризо (свиная колбаса с добавлением красного перца), сваренная в сидре
- Chuletón de Vaca — отбивная из говядины
- Cuajada (куахада) — десерт из козьего молока
- Goxua (гошуа) — сладкий десерт из пудинга, теста, сливок и карамели
- Marmitako (мармитако) — похлёбка из тунца и картофеля
- Merluza en Salsa Verde — треска в зелёном соусе из горошка и петрушки
- Pastel Vasco (фр. Gateau Basque) — пирог из песочного теста с кремовой начинкой (распространен на французской части Страны Басков)
- Pantxineta — десерт из слоёного теста с заварным кремом.
- Пинчос — небольшие закуски, разновидность тапас, и «гильда», самая известная из них
- Piperrada (пиперада) — овощное блюдо из сладкого перца и лука
- Pisto (писто) — овощное блюдо из баклажанов, кабачков, лука и томатов
- Porrusalda — похлёбка из картофеля и лука-порея
- Rape al Horno, Chicharro al Horno или Besugo al Horno — рыба, зажаренная в печи
- Salsa vizcaína (Бискайский соус) — традиционный соус баскской кухни.
- Sukalki — сукалки, мясное рагу с овощами и перцем чорисеро